# Eucalyptus paniculata
Espèce

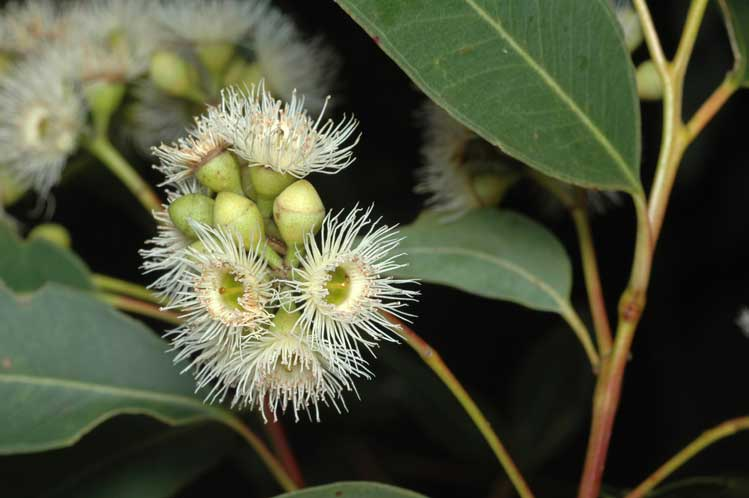
Fleurs et bourgeons.

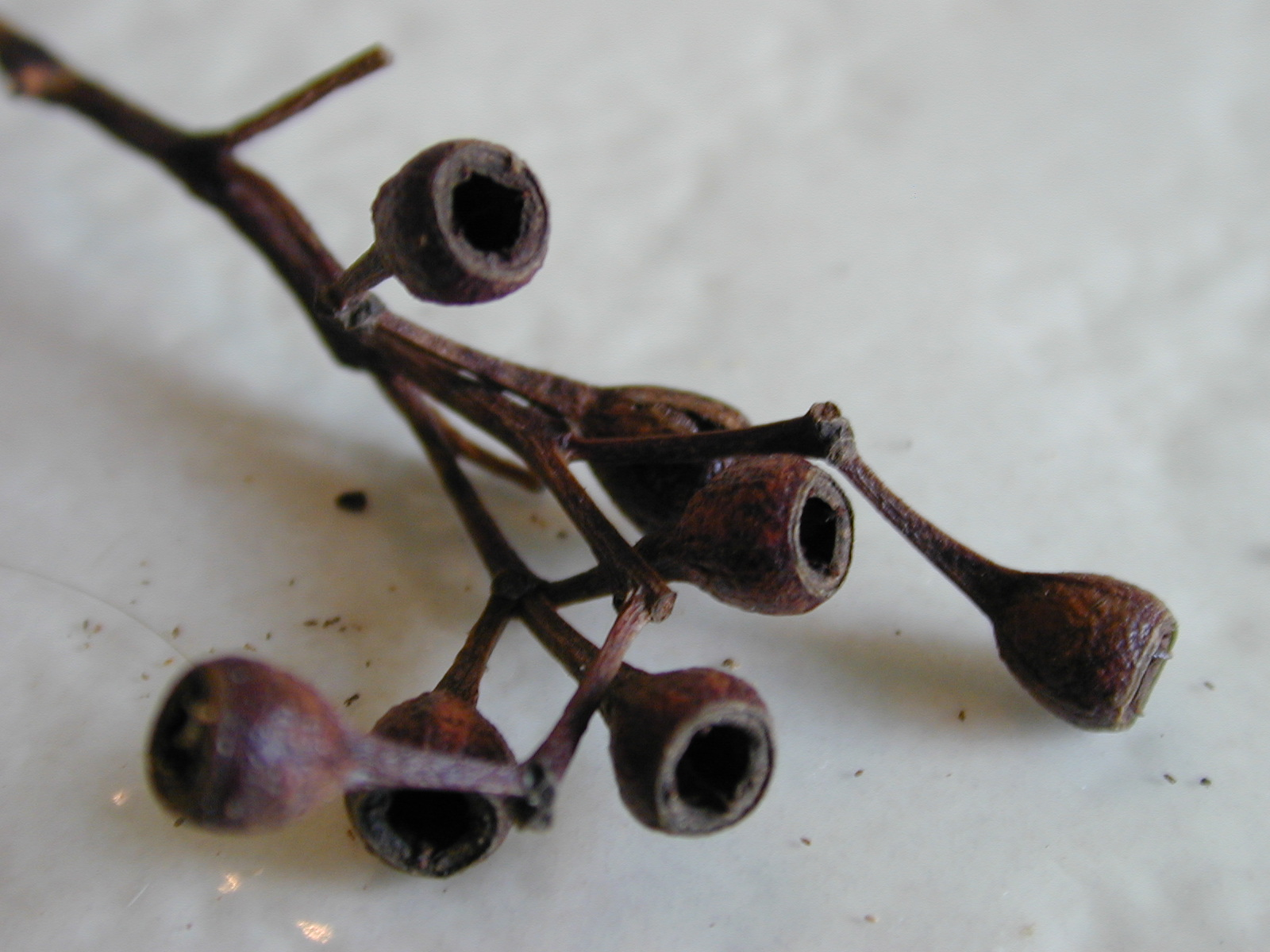
Fruits.

Eucalyptus paniculata, communément appelé Ironbark gris, est une espèce de plantes à fleurs du genre Eucalyptus et de la famille des Myrtaceae. C'est un arbres endémique de la Nouvelle-Galles du Sud en Australie. Son écorce est de couleur sombre, profondément sillonnée sur le tronc et les branches. Les feuilles adultes sont lancéolées à courbes, les boutons floraux sont par groupes de sept sur un pédoncule ramifié, les fleurs sont blanches et les fruits coniques, hémisphériques ou en forme de coupe.

## Description
Eucalyptus paniculata est un arbre d'une hauteur de 30 à 50 m et forme un lignotuber. Son écorce est grise voire noire ou brunâtre, profondément sillonnée sur le tronc et les branches. Les jeunes plants et les rejets des taillis ont des feuilles ovoïdes à lancéolées qui sont d'un vert plus clair sur la face inférieure, de 35 à 70 mm de long et de 15 à 30 mm de large. Les feuilles adultes sont vert brillant, d'une teinte plus claire sur la face inférieure, en forme de lance à courbées, de 50 à 180 mm de long et de 12 à 30 mm de large, se rétrécissant en un pétiole long de 9 à 25 mm. Les boutons floraux sont pour la plupart disposés en groupes de sept sur un pédoncule ramifié de 5 à 15 mm de long, les bourgeons individuels sur les pédicelles longs de 3 à 9 mm. Les bourgeons matures sont ovales ou losanges, de 5 à 9 mm de long et larges de 4 à 5 mm avec un opercule conique, la hypanthe plus ou moins carré en coupe transversale. La floraison a lieu la plupart des mois et les fleurs sont blanches. Le fruit est une capsule ligneuse, conique, hémisphérique ou en forme de coupe, de 4 à 8 mm de long et de large, avec les valves proches du niveau de la jante,,,.

## Taxonomie et dénomination
Eucalyptus paniculata a été décrit pour la première fois en 1797 par James Edward Smith dans Linnean Society of London à partir de documents recueillis par David Burton à Port Jackson. Smith a obtenu les spécimens de l'herbier de Joseph Banks,. L'épithète spécifique (paniculata) vient du mot latin paniculatus qui signifie panicule, se référant à la disposition des fleurs.

## Sous-espèces
Selon Catalogue of Life (31 octobre 2020) :
- Eucalyptus paniculata subsp. matutina L. A. S. Johnson & K. D. Hill
- Eucalyptus paniculata subsp. paniculata (Synonymes : Eucalyptus nanglei F. Müll. ex R. T. Baker et Eucalyptus paniculata var. conferta Benth.)

## Distribution et habitat
E. paniculata pousse dans les zones côtières à fortes précipitations, de Bermagui à Bulahdelah. Auparavant, il était commun dans la banlieue ouest de Sydney. Quelques individus d'E. paniculata poussent encore dans la banlieue du centre-ville de Glebe à l'église St. Johns.

## Usages

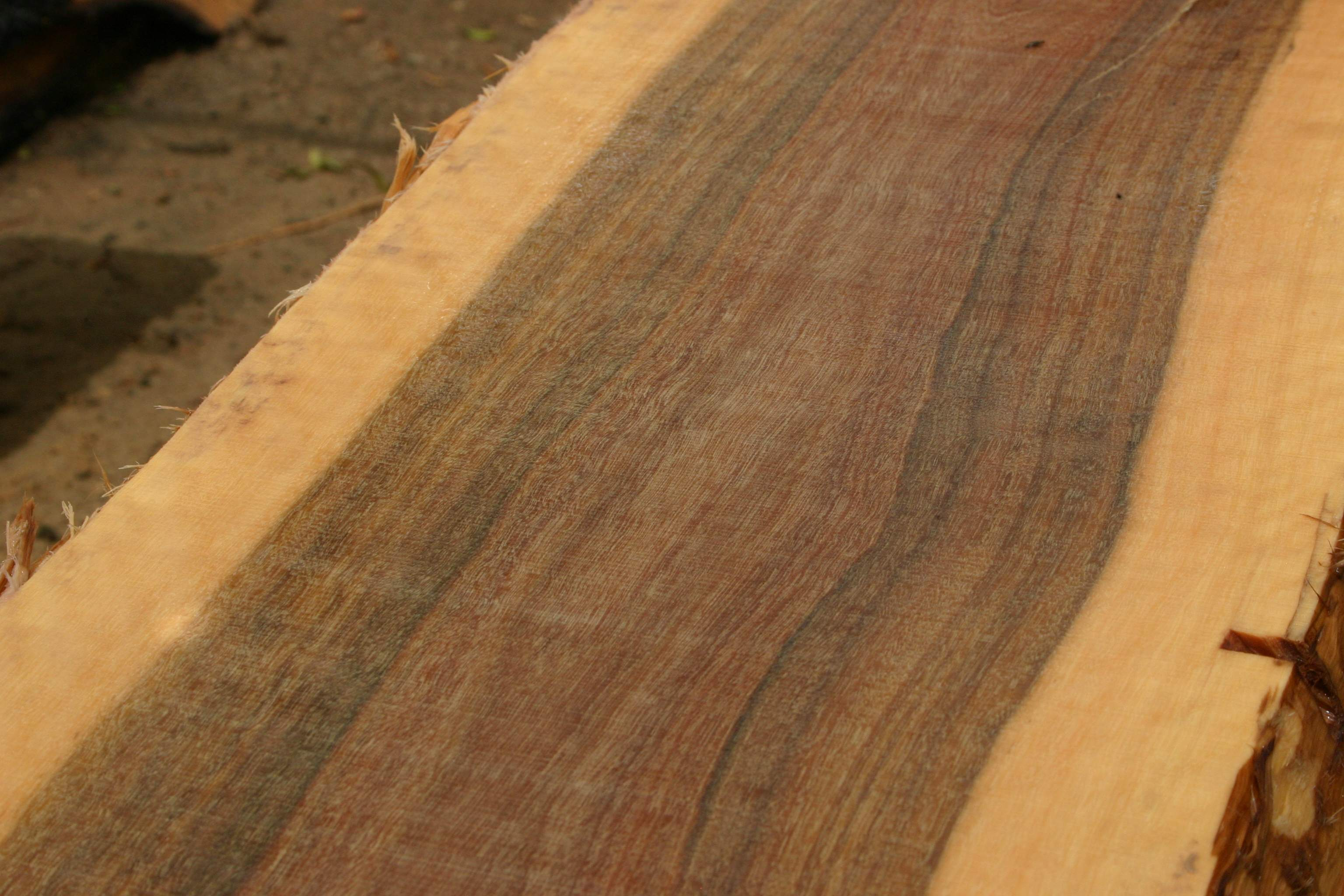
bois

E. paniculata est apprécié par les forestiers pour la haute qualité de son bois, qui est particulièrement dur, solide et durable, et convient à la fabrication d'arcs. Le bois est très dense, soit 1 120 kilogrammes par mètre cube. Le bois du cœur est brun rouge ou brun foncé. Le bois a diverses utilisations, notamment dans les traverses de chemin de fer, l'ingénierie lourde, la construction, les poteaux. Le bois est difficile à raboter et à clouer. Il sèche lentement et nécessite une manipulation soigneuse pour éviter le contrôle de la surface. Le potentiel de production annuelle de bois est de 9 à 18 mètres cubes par hectare. Le bois est insensible aux attaques du Lycte brun.

## Galerie

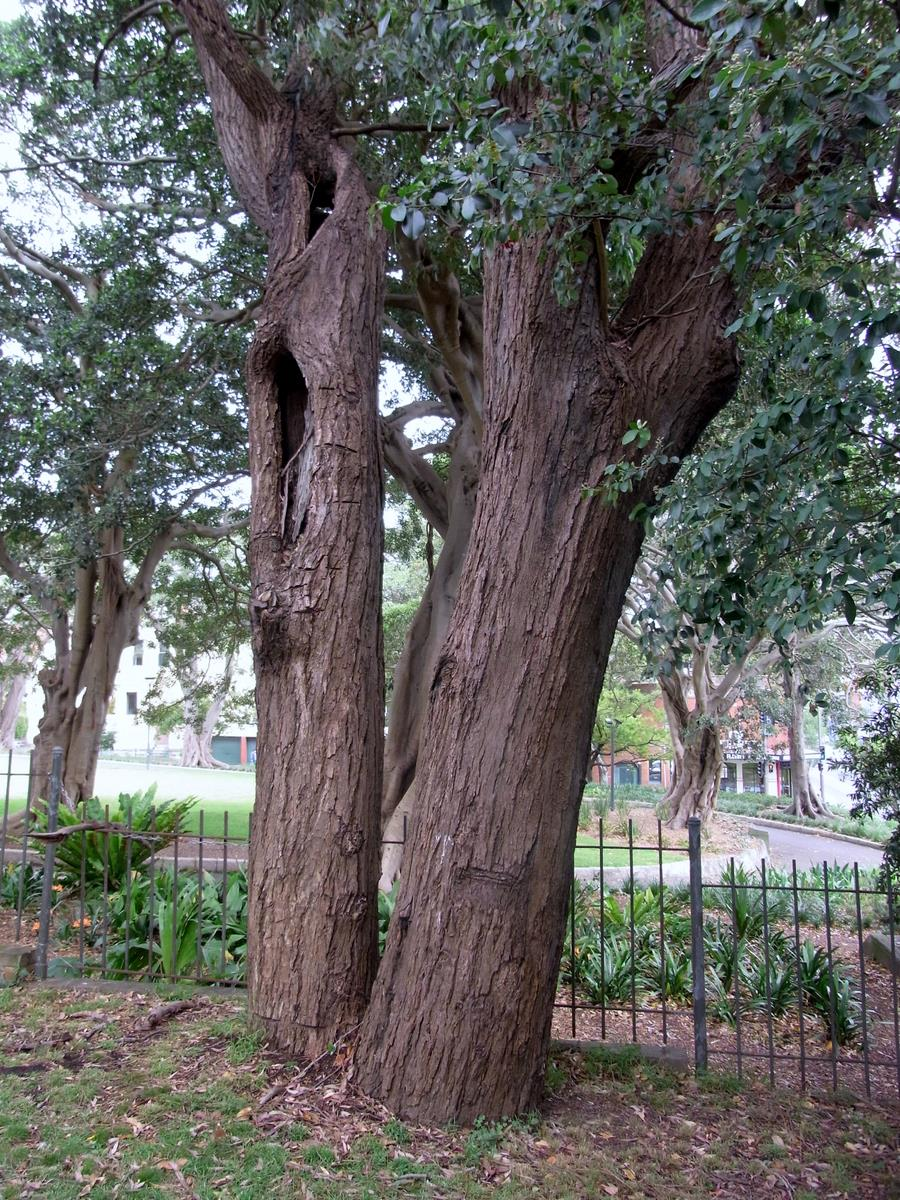
Arbre relique à l'église St.Johns, à Glebe, en Nouvelle-Galles du Sud.
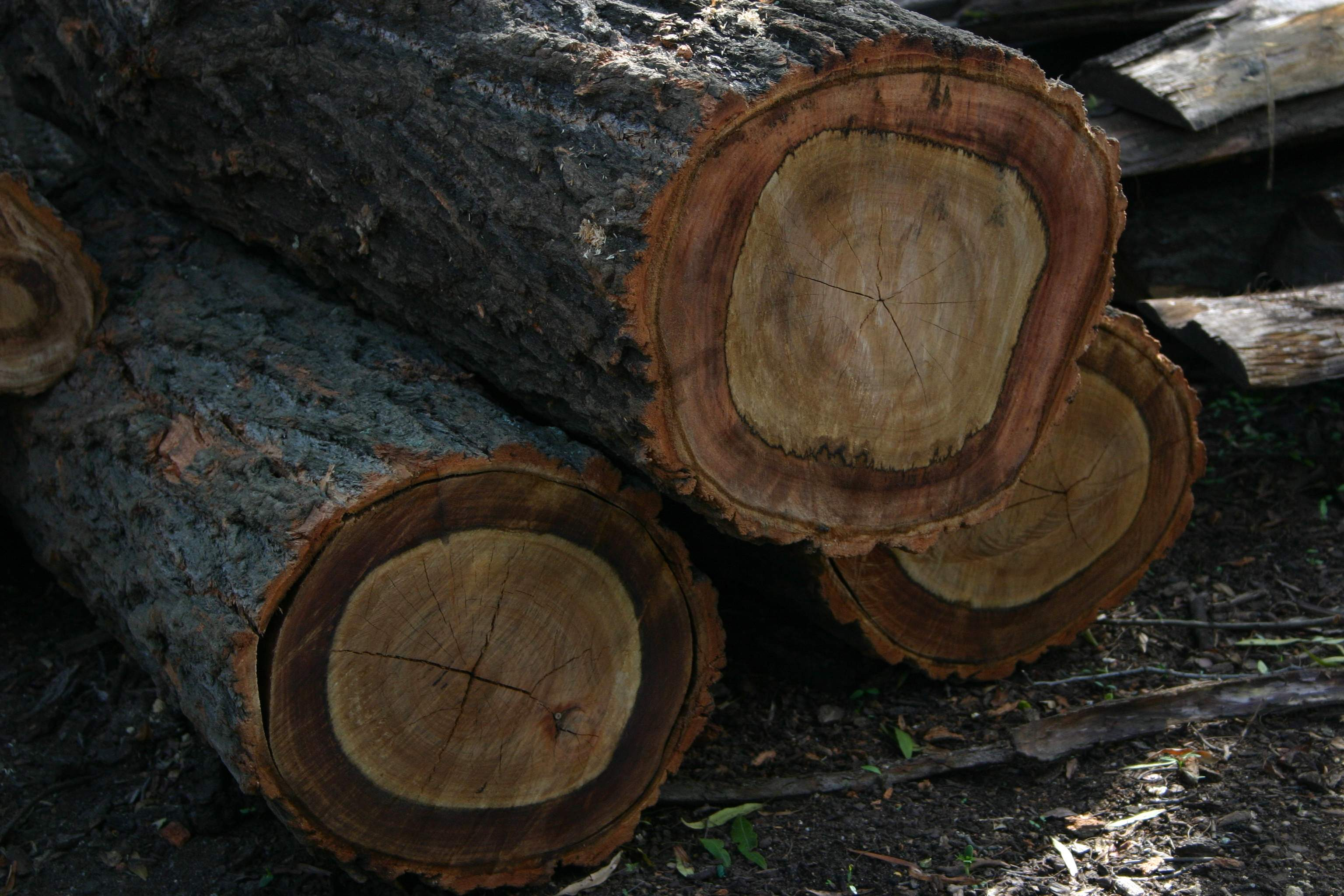
Bûches avant fraisage.
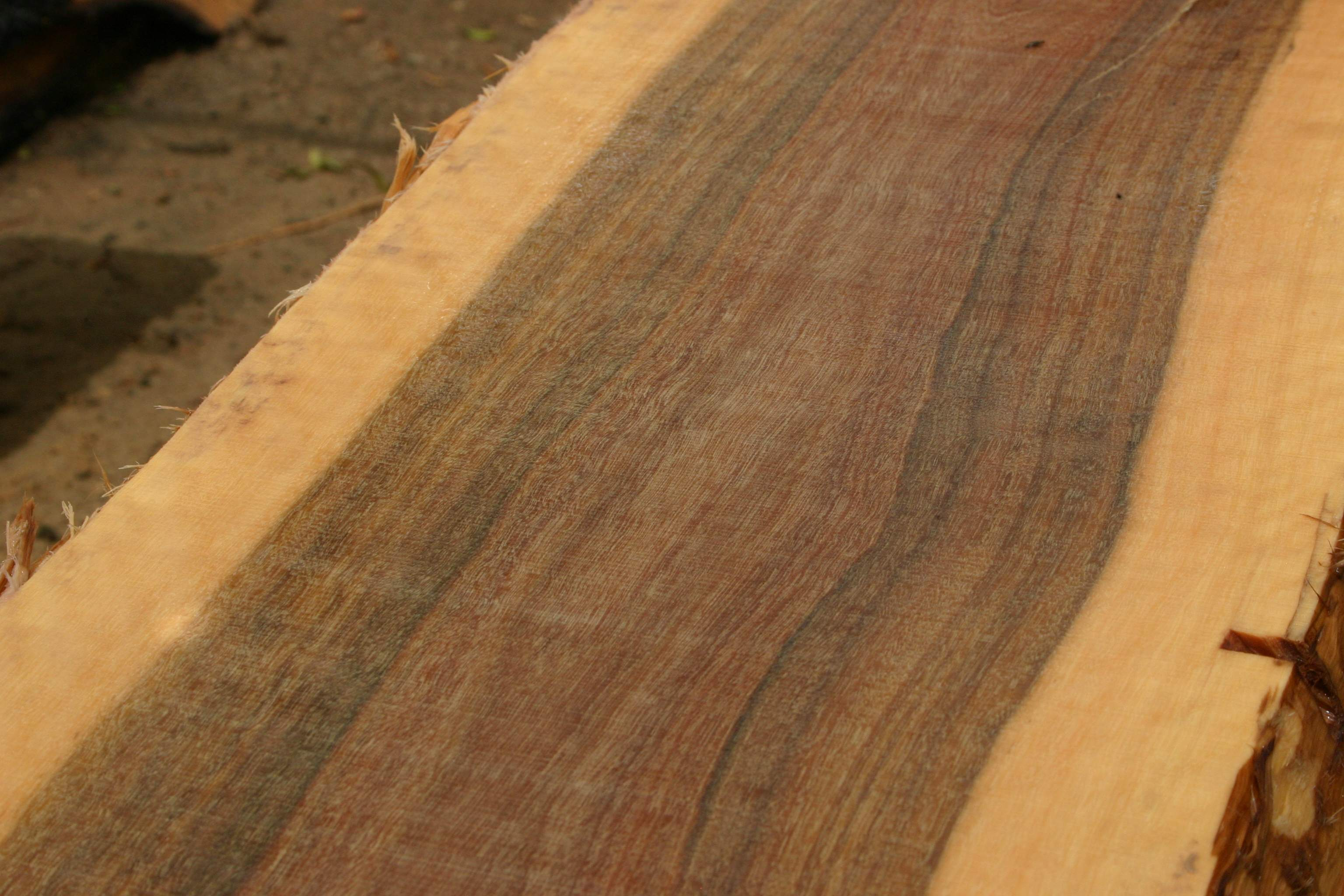
Planche.
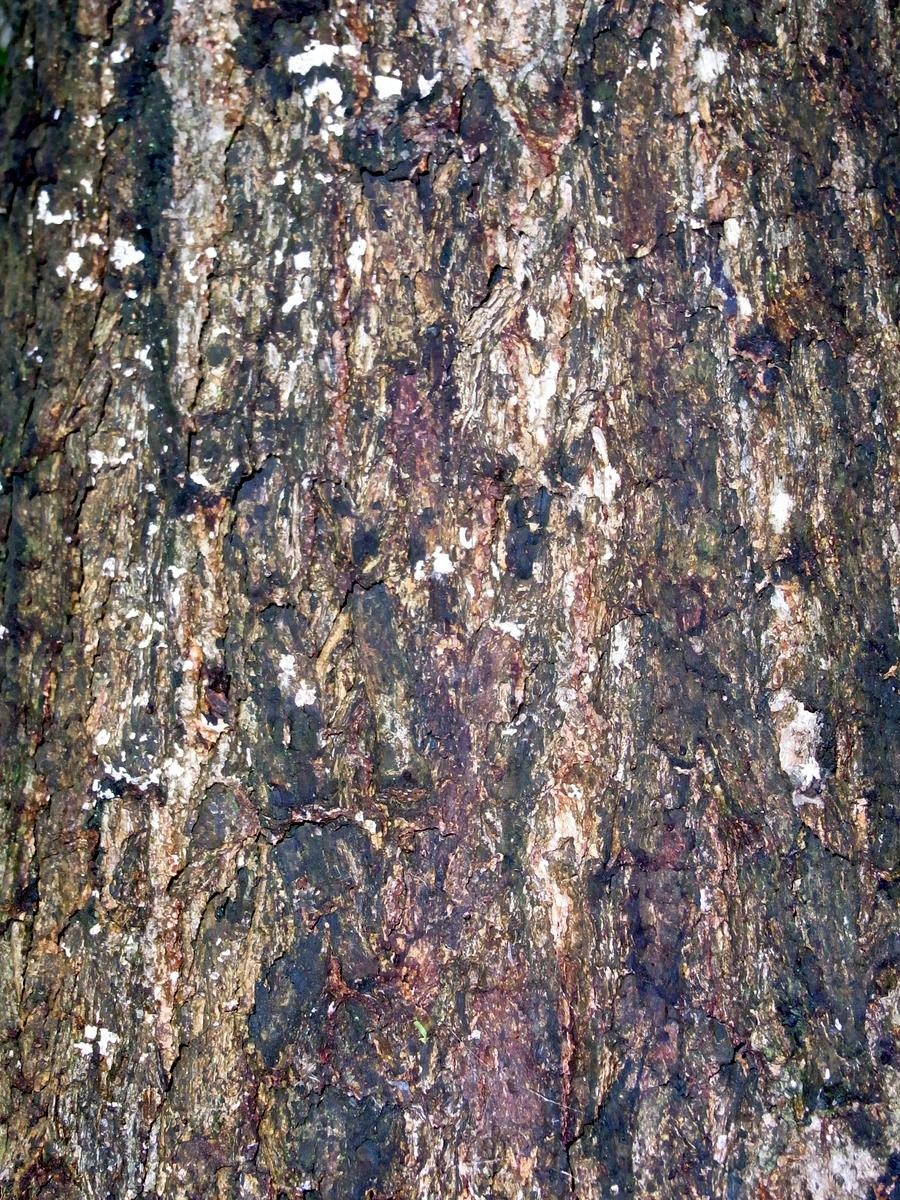
Écorce.
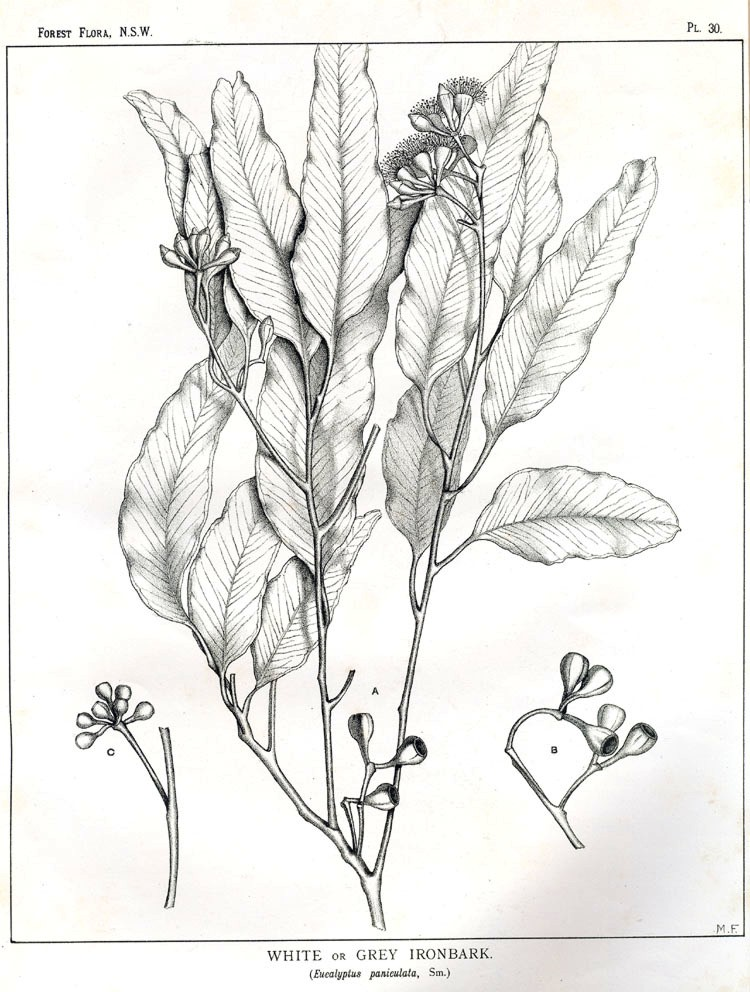
Dessin de Margaret Flockton dans Forest Flora de Joseph Maiden.